# Laura García
Laura Jorgelina García (ur. 9 października 1991) – argentyńska zapaśniczka walcząca w stylu wolnym. Zajęła dziewiąte miejsce na mistrzostwach panamerykańskich w 2014. Brązowy medal na igrzyskach Ameryki Południowej w 2014. Srebrna medalistka mistrzostw Ameryki Południowej w 2015 roku.